# Saint-Céols
Saint-Céols település Franciaországban, Cher megyében. Lakosainak száma 13 fő (2022. január 1.). Saint-Céols Aubinges, Humbligny, Montigny, Morogues és Rians községekkel határos.

## Népesség
A település népessége az elmúlt években az alábbi módon változott:
| Lakosok száma | 42   | 22   | 25   | 17   | 17   | 15   | 14   | 13   | 13   | 13   |
|               | 1968 | 1982 | 1990 | 2006 | 2013 | 2015 | 2017 | 2019 | 2020 | 2022 |